# Deipiro
Nella mitologia greca,  Deipiro  era il nome di uno dei personaggi presenti nella guerra di Troia, scoppiata per colpa del rapimento di Elena, moglie di Menelao un re acheo, effettuato da Paride figlio di Priamo il re del regno di Troia. Tale guerra scoppiata fra i due regni viene raccontata da Omero nell'Iliade.

## Il mito
Deipiro, schierato dalla parte di Agamennone era all'inizio della guerra una sentinella, lui incitava il suo esercito nelle situazioni più pericolose come quando verso la fine della guerra i troiani arrivarono alle mura che difendevano la base dei greci presso le navi, tale pratica era comune dei guerrieri più ben visti e forti come Teucro prima di lui. Durante un'altra battaglia prestò soccorso ad Idomeneo rimasto solo contro Enea, forte guerriero troiano, ma durante tale battaglia altri eroi amici del protagonista dell'Eneide arrivarono fra cui il grande Eleno che con un colpo alla testa uccise Deipiro, trafiggendogli la tempia destra con il pesante ferro della spada.

### Fonti
- Omero, Iliade IX 83, XIII 92 e 478-576

### Traduzione delle fonti
- Omero, Iliade, quinta edizione, Bergamo, BUR, 2005, ISBN 88-17-17273-1. Traduzione di Giovanni Cerri